# Ювал Авив
Ювал Авив (на английски: Juval Aviv) е бивш израелски агент на Мосад, американски консултант по сигурността на корпорациите и висши ръководители, и писател на ръководства по безопасност. Пише трилъри под псевдонима Сам Грийн (на английски: Sam Green).

## Биография и творчество
Ювал Авив, с рожд. име на Ювал Авиоф, е роден 24 февруари 1947 г. в кибуца Кфар Менахем, Израел. Завършва с магистърска степен Университетът на Тел Авив.
Служи като офицер в Израелските отбранителни сили, ръководейки елитен отряд командоси и разузнавателен отдел. После участва в международни операции на Мосад в различни страни.
През 1981 г. има среща с канадския писател Джордж Джонас и му разказва за ръководената от него операция „Гневът на Бога“ за убийството на палестинските бойци и организатори, извършили през 1972 г. в Мюнхен убийство на 11 израелски спортисти известно като „Мюнхенско клане“. В резултат Джонас издава през 1984 г. книгата „Отмъщение“, по която са екранизирани два филма – „Мечът на Гедеон“ от 1986 г. и „Мюнхен“ от 2005 г.
След напускането на работа си основава в Ню Йорк международната разследваща и разузнавателна фирма „Interfor Inc.“, в която е президент и главен изпълнителен директор.
През 2003 г. е издадена първото му ръководство по темите за сигурността – „Пълно ръководство за оцеляване от тероризъм: Как да пътувате, работите и живеете в безопасност“
Първият му роман „Max“ от поредицата „Сам Улфман“ е публикуван през 2006 г. За основа на романа е трагичната мистериозна смърт на британския издател Робърт Максуел. Бившият агент на Мосад Сам Уулфман е нает да открие изчезналите пари на милионера Робъртсън и открива, че смъртта му не е случайна. Оплитайки се в мрежа от интриги, предателство и измама, заговор, убийство и предателство, без да е сигурен на кого да се довери, той се стреми да открие истината независимо от последствията.
Вторият роман от поредицата „Полет 103“ е базиран на Атентатът над Локърби. Сам Улфман е извикан да разследва терористичната атака срещу американски пътнически самолет на компанията „Пан Ам“, който пада върху шотландското село Локърби. Той открива, че става въпрос за международен заговор, а разследването застрашава и неговия живот.
Ювал Авив живее със семейството си в Ню Йорк.

## Произведения

### Серия „Сам Улфман“ (Sam Woolfman)
1. Max (2006) – издаден и като „The Asset“ (2012)
2. Flight 103 (2008)
Полет 103, изд.: ИК „Бард“, София (2009), прев. Асен Георгиев

### Документалистика
- The Complete Terrorism Survival Guide: How to Travel, Work and Live in Safety (2003)
- Staying Safe: The Complete Guide to Protecting Yourself, Your Family, and Your Business (2004)